# Sorgo sudańskie
Sorgo sudańskie, trawa sudańska (Sorghum bicolor (L.) Moench nothosubsp. drummondii) – takson w randze podgatunku pochodzenia mieszańcowego z rodziny wiechlinowatych. Powstał jako mieszaniec podgatunku nominatywnego (subsp. bicolor) z podgatunkiem subsp. verticilliflorum. Roślina znaleziona została w Sudanie w czasie I wojny światowej przez żołnierzy  z Australii. Trafiła do uprawy najpierw w Australii, skąd później została rozpowszechniona na inne kraje. Roślina jednoroczna.

## Morfologia
PokrójRoślina wysoka do 1,5–2 m
KwiatyZebrane w kwiatostan o wiotkiej, piramidalnojajowatej wiesze. Kłoski mają 6–7,5 mm długości i 2–3 mm szerokości.
LiścieDługości 50–60 cm i szerokości szer. 8–12 mm.
OwocZiarniak o długości 3,5–4,5 mm.

## Zastosowanie
Roślina paszowa, uprawiana w południowej części byłego ZSRR, na Kaukazie, w Afryce północnej i wschodniej oraz w Ameryce Północnej i w Indiach. W Polsce uprawiana na zieloną paszę. Wysiana wczesną wiosną daje 2–3 pokosy. Nasiona dojrzewają także w Europie Środkowej. W niektórych krajach Europy podejmowane są próby wykorzystania sorga sudańskiego do produkcji biogazu.